# Nupserha quadrioculata
Nupserha quadrioculata là một loài bọ cánh cứng trong họ Cerambycidae.